# Liste der Kulturdenkmäler in Neuenstein (Hessen)
Die folgende Liste enthält die in der Denkmaltopographie ausgewiesenen Kulturdenkmäler auf dem Gebiet  der Gemeinde Neuenstein, Landkreis Hersfeld-Rotenburg, Hessen.
Hinweis: Die Reihenfolge der Denkmäler in dieser Liste orientiert sich zunächst an Ortsteilen und anschließend der Anschrift, alternativ ist sie auch nach der Bezeichnung oder der Bauzeit sortierbar.
Kulturdenkmäler werden fortlaufend im Denkmalverzeichnis des Landes Hessen durch das Landesamt für Denkmalpflege Hessen auf Basis des Hessischen Denkmalschutzgesetzes (HDSchG) geführt. Die Schutzwürdigkeit eines Kulturdenkmals hängt nicht von der Eintragung in das Denkmalverzeichnis des Landes Hessen oder der Veröffentlichung in der Denkmaltopographie ab.

## Kulturdenkmale nach Ortsteilen

### Aua
| Bild                     | Bezeichnung                                     | Lage                                                         | Beschreibung | Bauzeit                       | Daten |
| ------------------------ | ----------------------------------------------- | ------------------------------------------------------------ | ------------ | ----------------------------- | ----- |
| Bild gesucht BW          | Gesamtanlage Aua                                | Aua Lage                                                     |              |                               |       |
| Bild gesucht BW          | Einhaus mit Scheune Freiherr-vom-Stein-Straße 1 | Aua, Freiherr-vom-Stein-Straße 1 LageFlur: 4, Flurstück: 111 |              | 1709                          |       |
| Bild gesucht BW          | Hofanlage Lindenstraße 2                        | Aua, Lindenstraße 2 LageFlur: 4, Flurstück: 66               |              | 1824                          |       |
| Bild gesucht BW          | Scheune Lindenstraße (4)                        | Aua, Lindenstraße (4) LageFlur: 4, Flurstück: 69             |              | 1799                          |       |
| Bild gesucht BW          | Streckhof Lindenstraße 5                        | Aua, Lindenstraße 5 LageFlur: 4, Flurstück: 96               |              | Frühes 19. Jahrhundert        |       |
| Bild gesucht BW          | Einhaus Lindenstraße 6                          | Aua, Lindenstraße 6 LageFlur: 4, Flurstück: 71               |              | Mitte 18. Jahrhundert         |       |
| Bild gesucht BW          | Fachwerkhaus Lindenstraße 7                     | Aua, Lindenstraße 7 LageFlur: 4, Flurstück: 103              |              |                               |       |
| Bild gesucht BW          | Rähmbau Lindenstraße 10                         | Aua, Lindenstraße 10 LageFlur: 4, Flurstück: 77              |              | Zweite Hälfte 18. Jahrhundert |       |
| Bild gesucht BW          | Wohn-Wirtschaftsgebäude Lindenstraße 12         | Aua, Lindenstraße 12 LageFlur: 4, Flurstück: 75              |              | um 1800                       |       |
| Bild gesucht BW          | Wohn-Wirtschaftsgebäude Ringstraße 1            | Aua, Ringstraße 1 LageFlur: 4, Flurstück: 97/1               |              | 1842                          |       |
| Evangelische Kirche      | Evangelische Kirche                             | Aua, Ringstraße 1 LageFlur: 4, Flurstück: 101                |              | um 1700                       |       |
| Bild gesucht BW          | Rähmbau Ringstraße 5                            | Aua, Ringstraße 5 LageFlur: 4, Flurstück: 99                 |              | Mitte 19. Jahrhundert         |       |
| Bild gesucht BW          | Wohnhaus Ringstraße 7                           | Aua, Ringstraße 7 LageFlur: 4, Flurstück: 100                |              | Spätes 18. Jahrhundert        |       |
| Ehemalige Gerichtsstätte | Ehemalige Gerichtsstätte                        | Aua, Ringstraße LageFlur: 4, Flurstück: 102                  |              |                               |       |

### Gittersdorf
| Bild            | Bezeichnung                                    | Lage                                                                  | Beschreibung | Bauzeit                      | Daten |
| --------------- | ---------------------------------------------- | --------------------------------------------------------------------- | ------------ | ---------------------------- | ----- |
| Bild gesucht BW | Backhaus                                       | Gittersdorf, Alte Schulstraße 2 LageFlur: 4, Flurstück: 29/2          |              | Erste Hälfte 19. Jahrhundert |       |
| Bild gesucht BW | Hofanlage Alte Schulstraße 3                   | Gittersdorf, Alte Schulstraße 3 LageFlur: 4, Flurstück: 13/2          |              | Frühes 19. Jahrhundert       |       |
| Bild gesucht BW | Evangelische Kirche                            | Gittersdorf, Alte Schulstraße 5 LageFlur: 4, Flurstück: 27 und 186/26 |              |                              |       |
| Bild gesucht BW | Hofanlage Alte Schulstraße 7                   | Gittersdorf, Alte Schulstraße 7 LageFlur: 4, Flurstück: 24/1          |              | Mitte 18. Jahrhundert        |       |
| Bild gesucht BW | Wohn-Wirtschaftsgebäude Alte Schulstraße 9     | Gittersdorf, Alte Schulstraße 9 LageFlur: 4, Flurstück: 20/3          |              | Spätes 18. Jahrhundert       |       |
| Bild gesucht BW | Backhaus                                       | Gittersdorf, Alte Schulstraße 20 LageFlur: 4, Flurstück: 203/75       |              | um 1910                      |       |
| Bild gesucht BW | Brücke                                         | Gittersdorf, Hählganser Straße LageFlur: 4, Flurstück: 135/2          |              | 1832                         |       |
| Bild gesucht BW | Erntennenhaus Hählganser Straße 9              | Gittersdorf, Hählganser Straße 9 LageFlur: 4, Flurstück: 1/2          |              | Spätes 18. Jahrhundert       |       |
| Bild gesucht BW | Rähmbau Hählganser Straße 14                   | Gittersdorf, Hählganser Straße 14 LageFlur: 4, Flurstück: 130/2       |              | um 1800                      |       |
| Bild gesucht BW | Abschluss einer Hofanlage Hählganser Straße 15 | Gittersdorf, Hählganser Straße 15 LageFlur: 4, Flurstück: 8/1         |              | Spätes 18. Jahrhundert       |       |
| Bild gesucht BW | Erntennenhaus Hählganser Straße 30             | Gittersdorf, Hählganser Straße 30 LageFlur: 4, Flurstück: 92/2        |              |                              |       |
| Bild gesucht BW | Fachwerkhaus Hählganser Straße 32              | Gittersdorf, Hählganser Straße 32 LageFlur: 4, Flurstück: 90/1        |              | 1875                         |       |
| Bild gesucht BW | Fachwerkhaus Hählganser Straße 34              | Gittersdorf, Hählganser Straße 34 LageFlur: 4, Flurstück: 88/2        |              | Mitte 18. Jahrhundert        |       |
| Bild gesucht BW | Hofanlage Hählganser Straße 36                 | Gittersdorf, Hählganser Straße 36 LageFlur: 4, Flurstück: 92/2        |              | Frühes 18. Jahrhundert       |       |
| Bild gesucht BW | Fachwerkhaus Mühlgasse 2                       | Gittersdorf, Mühlgasse 2 LageFlur: 4, Flurstück: 112/2                |              | Spätes 18. Jahrhundert       |       |
| Bild gesucht BW | Ehemalige Mühle                                | Gittersdorf, Mühlgasse 8 LageFlur: 4, Flurstück: 107/1                |              |                              |       |
| Bild gesucht BW | Scheune Pappelweg 1                            | Gittersdorf, Pappelweg 1 LageFlur: 4, Flurstück: 13/3                 |              | nach 1820                    |       |
| Bild gesucht BW | Unterstallhaus Stadtweg 3                      | Gittersdorf, Stadtweg 3 LageFlur: 4, Flurstück: 54/1                  |              | Frühes 19. Jahrhundert       |       |
| Bild gesucht BW | Haupthaus einer Hofablage Stadtweg 5           | Gittersdorf, Stadtweg 5 LageFlur: 4, Flurstück: 35                    |              | ca. 1910                     |       |

### Mühlbach
| Bild            | Bezeichnung                                     | Lage                                                           | Beschreibung | Bauzeit                       | Daten |
| --------------- | ----------------------------------------------- | -------------------------------------------------------------- | ------------ | ----------------------------- | ----- |
| Mühlbach        | Gesamtanlage Mühlbach                           | Mühlbach Lage                                                  |              |                               |       |
| Bild gesucht BW | Scheune Am Rain 2                               | Mühlbach, Am Rain 2 LageFlur: 1, Flurstück: 155                |              |                               |       |
| Bild gesucht BW | Hakenhof Eichenstraße 2                         | Mühlbach, Eichenstraße 2 LageFlur: 1, Flurstück: 129           |              | Mittleres 18. Jahrhundert     |       |
| Bild gesucht BW | Wohnhaus Eichenstraße 4                         | Mühlbach, Eichenstraße 4 LageFlur: 2, Flurstück: 163           |              | 1743                          |       |
| Bild gesucht BW | Einhaus Eichenstraße 7                          | Mühlbach, Eichenstraße 7 LageFlur: 1, Flurstück: 34            |              | Zweite Hälfte 18. Jahrhundert |       |
| Bild gesucht BW | Einhaus Eichenstraße 9                          | Mühlbach, Eichenstraße 9 LageFlur: 1, Flurstück: 35            |              |                               |       |
| Bild gesucht BW | Streckhof Homberger Straße 3                    | Mühlbach, Homberger Straße 3 LageFlur: 1, Flurstück: 20 und 21 |              | Frühes 18. Jahrhundert        |       |
| Bild gesucht BW | Einhaus Homberger Straße 6                      | Mühlbach, Homberger Straße 6 LageFlur: 1, Flurstück: 50/2      |              | 1822                          |       |
| Bild gesucht BW | Gasthaus                                        | Mühlbach, Homberger Straße 10 LageFlur: 1, Flurstück: 53       |              | 1813                          |       |
| Bild gesucht BW | Wohnhaus Homberger Straße 11                    | Mühlbach, Homberger Straße 11 LageFlur: 1, Flurstück: 38       |              |                               |       |
| Bild gesucht BW | Hofanlage Homberger Straße 12                   | Mühlbach, Homberger Straße 12 LageFlur: 1, Flurstück: 54       |              | 18. Jahrhundert               |       |
| Bild gesucht BW | Traufenhaus Homberger Straße 13                 | Mühlbach, Homberger Straße 13 LageFlur: 1, Flurstück: 39       |              | Mitte 19. Jahrhundert         |       |
| Bild gesucht BW | Einhaus Homberger Straße 15                     | Mühlbach, Homberger Straße 15 LageFlur: 2, Flurstück: 119      |              | 1784                          |       |
| Bild gesucht BW | Wohn-Wirtschaftsgebäude Homberger Straße 17     | Mühlbach, Homberger Straße 17 LageFlur: 2, Flurstück: 119      |              | Spätes 18. Jahrhundert        |       |
| Bild gesucht BW | Einhaus Mittelweg 1                             | Mühlbach, Mittelweg 1 LageFlur: 1, Flurstück: 25               |              |                               |       |
| Bild gesucht BW | Wohnhaus Neuensteiner Straße 2                  | Mühlbach, Neuensteiner Straße 2 LageFlur: 1, Flurstück: 15     |              | 1788                          |       |
| Bild gesucht BW | Ehemalige Gerichtsstätte                        | Mühlbach, Neuensteiner Straße o.N. LageFlur: 1, Flurstück: 30  |              |                               |       |
| Bild gesucht BW | Hofanlage Neuensteiner Straße 3                 | Mühlbach, Neuensteiner Straße 3 LageFlur: 1, Flurstück: 24     |              | um 1730                       |       |
| Bild gesucht BW | Traufenhaus Neuensteiner Straße 6               | Mühlbach, Neuensteiner Straße 6 LageFlur: 1, Flurstück: 13     |              |                               |       |
| weitere Bilder  | Evangelische Kirche                             | Mühlbach, Neuensteiner Straße 7 LageFlur: 1, Flurstück: 1      |              | 14. Jahrhundert               |       |
| Bild gesucht BW | Hakenhof Neuensteiner Straße 15                 | Mühlbach, Neuensteiner Straße 15 LageFlur: 1, Flurstück: 119   |              | Frühes 18. Jahrhundert        |       |
| Bild gesucht BW | Haupthaus einer Hofreite Neuensteiner Straße 16 | Mühlbach, Neuensteiner Straße 16 LageFlur: 1, Flurstück: 159   |              | 1774                          |       |
| Bild gesucht BW | Hofanlage Neuensteiner Straße 21                | Mühlbach, Neuensteiner Straße 21 LageFlur: 1, Flurstück: 121/1 |              | um 1800                       |       |
| Bild gesucht BW | Traufenhaus Untergasse 4                        | Mühlbach, Untergasse 4 LageFlur: 1, Flurstück: 58              |              |                               |       |

### Obergeis
| Bild            | Bezeichnung                                              | Lage                                                                                    | Beschreibung | Bauzeit                         | Daten |
| --------------- | -------------------------------------------------------- | --------------------------------------------------------------------------------------- | ------------ | ------------------------------- | ----- |
| Bild gesucht BW | Wohnhaus Hof Erzebach 1                                  | Obergeis, Hof Erzebach 1 LageFlur: 11, Flurstück: 9/1                                   |              | Zweite Hälfte 19. Jahrhundert   |       |
| Bild gesucht BW | Wohn-Wirtschaftsgebäude Hof Erzebach 4                   | Obergeis, Hof Erzebach 4 LageFlur: 11, Flurstück: 12/1                                  |              | um 1800                         |       |
| Bild gesucht BW | Wohnhaus Hof Erzebach 5                                  | Obergeis, Hof Erzebach 5 LageFlur: 11, Flurstück: 20/1                                  |              |                                 |       |
| Bild gesucht BW | Brücken-Mühle                                            | Obergeis, Am Mühlgraben 1 LageFlur: 3, Flurstück: 165/1                                 |              | Spätes 18. Jahrhundert          |       |
| Bild gesucht BW | Liede-Mühle                                              | Obergeis, Am Mühlgraben 3 LageFlur: 3, Flurstück: 188/1                                 |              | Spätes 18. Jahrhundert          |       |
| Bild gesucht BW | Gesamtanlage Obergeis                                    | Obergeis, Hintergasse 7–13, 18–24; Kreuzeichenstraße 20–30; Raiffeisenstraße 6, 12 Lage |              |                                 |       |
| Bild gesucht BW | Wohn-Wirtschaftsgebäude Am Hang 2                        | Obergeis, Am Hang 2 LageFlur: 5, Flurstück: 127/2                                       |              | Spätes 18. Jahrhundert          |       |
| Bild gesucht BW | Ehemaliges Pfarrhaus, ehemaliges Amtsgericht             | Obergeis, Erzebacher Straße 4 LageFlur: 5, Flurstück: 97/2                              |              | 1677                            |       |
| Bild gesucht BW | Hofanlage Erzebacher Straße 5                            | Obergeis, Erzebacher Straße 5 LageFlur: 5, Flurstück: 87/2                              |              | Erste Hälfte 18. Jahrhundert    |       |
| Bild gesucht BW | Haupthaus einer Hofanlage Erzebacher Straße 9            | Obergeis, Erzebacher Straße 9 LageFlur: 5, Flurstück: 71/3                              |              | Frühes 20. Jahrhundert          |       |
| Bild gesucht BW | Hakenhof Hintergasse 3                                   | Obergeis, Hintergasse 3 LageFlur: 4, Flurstück: 82 und 239/81                           |              | Spätes 17. Jahrhundert          |       |
| Bild gesucht BW | Einhaus Hintergasse 11                                   | Obergeis, Hintergasse 11 LageFlur: 5, Flurstück: 37/2                                   |              | Mitte 19. Jahrhundert           |       |
| Bild gesucht BW | Unterstallhaus Hintergasse 12                            | Obergeis, Hintergasse 12 LageFlur: 4, Flurstück: 91                                     |              | Frühes 18. Jahrhundert          |       |
| Bild gesucht BW | Rähmbau Hintergasse 13                                   | Obergeis, Hintergasse 13 LageFlur: 5, Flurstück: 23/1                                   |              | Spätes 18. Jahrhundert          |       |
| Bild gesucht BW | Wohnhaus Hintergasse 20                                  | Obergeis, Hintergasse 20 LageFlur: 4, Flurstück: 97/1                                   |              | Mitte 19. Jahrhundert           |       |
| Bild gesucht BW | Hofanlage Hintergasse 22                                 | Obergeis, Hintergasse 22 LageFlur: 4, Flurstück: 97/1                                   |              | 1890                            |       |
| Bild gesucht BW | Brücke                                                   | Obergeis, Kreuzeichenstraße LageFlur: 4, Flurstück: 41/4                                |              | etwa 1840                       |       |
| Bild gesucht BW | Wohnwirtschaftsgebäude Kreuzeichenstraße 8               | Obergeis, Kreuzeichenstraße 8 LageFlur: 4, Flurstück: 38                                |              | Mitte 18. Jahrhundert           |       |
| Bild gesucht BW | Haupthaus einer Hofanlage Kreuzeichenstraße 9            | Obergeis, Kreuzeichenstraße 9 LageFlur: 4, Flurstück: 75/3                              |              |                                 |       |
| Bild gesucht BW | Hofreite Kreuzeichenstraße 10                            | Obergeis, Kreuzeichenstraße 10 LageFlur: 4, Flurstück: 36/1                             |              | Erste Hälfte 18. Jahrhundert    |       |
| Bild gesucht BW | Hofanlage Kreuzeichenstraße 20                           | Obergeis, Kreuzeichenstraße 20 LageFlur: 4, Flurstück: 125/1                            |              | Letztes Drittel 18. Jahrhundert |       |
| Bild gesucht BW | Wohnhaus Kreuzeichenstraße 21                            | Obergeis, Kreuzeichenstraße 21 LageFlur: 5, Flurstück: 41/1                             |              | Zweite Hälfte 18. Jahrhundert   |       |
| Bild gesucht BW | Wohn-Wirtschaftsgebäude Kreuzeichenstraße 23             | Obergeis, Kreuzeichenstraße 23 LageFlur: 5, Flurstück: 43/1                             |              | 1801                            |       |
| Bild gesucht BW | Haupthaus einer Hofanlage Kreuzeichenstraße 27           | Obergeis, Kreuzeichenstraße 27 LageFlur: 5, Flurstück: 50/5                             |              | um 1900                         |       |
| Bild gesucht BW | Hofreite Kreuzeichenstraße 40                            | Obergeis, Kreuzeichenstraße 40 LageFlur: 5, Flurstück: 61/1                             |              | Spätes 18. Jahrhundert          |       |
| Bild gesucht BW | Streckhof Kreuzeichenstraße 42                           | Obergeis, Kreuzeichenstraße 42 LageFlur: 5, Flurstück: 122/1                            |              | Spätes 18. Jahrhundert          |       |
| Bild gesucht BW | Doppelhaus mit Doppelscheune Kreuzeichenstraße 44 und 46 | Obergeis, Kreuzeichenstraße 44 und 46 LageFlur: 5, Flurstück: mehrere                   |              | 1780                            |       |
| Bild gesucht BW | Papiermühle                                              | Obergeis, Papiermühle 3 LageFlur: 7, Flurstück: 342/124                                 |              | 1780                            |       |
| Bild gesucht BW | Evangelische Kirche                                      | Obergeis, Raiffeisenstraße 6 LageFlur: 5, Flurstück: 158/2                              |              | 1858                            |       |
| Bild gesucht BW | Einhaus Raiffeisenstraße 9                               | Obergeis, Raiffeisenstraße 9 LageFlur: 5, Flurstück: 83/1                               |              | um 1800                         |       |
| Bild gesucht BW | Scheune und Haupthaus Raiffeisenstraße 12                | Obergeis, Raiffeisenstraße 12 LageFlur: 5, Flurstück: 11                                |              | 1734                            |       |
| Bild gesucht BW | Einhaus Schulstraße 3                                    | Obergeis, Schulstraße 3 LageFlur: 5, Flurstück: 70/1                                    |              |                                 |       |

### Raboldshausen
| Bild                       | Bezeichnung                                    | Lage                                                                | Beschreibung | Bauzeit                         | Daten |
| -------------------------- | ---------------------------------------------- | ------------------------------------------------------------------- | ------------ | ------------------------------- | ----- |
| Gesamtanlage Raboldshausen | Gesamtanlage Raboldshausen                     | Raboldshausen Lage                                                  |              |                                 |       |
| Bild gesucht BW            | Fachwerkhaus Am Steg 1                         | Raboldshausen, Am Steg 1 LageFlur: 16, Flurstück: 115/1             |              | 1860                            |       |
| Bild gesucht BW            | Traufenhaus Am Steg 16                         | Raboldshausen, Am Steg 10 LageFlur: 16, Flurstück: 102              |              | 1815                            |       |
| Bild gesucht BW            | Wohnhaus Am Steg 14                            | Raboldshausen, Am Steg 14 LageFlur: 16, Flurstück: 103/2            |              | Zweite Hälfte 19. Jahrhundert   |       |
| Bild gesucht BW            | Doppelhaus Eisenbergstraße 1                   | Raboldshausen, Eisenbergstraße 1 LageFlur: 16, Flurstück: 59/3      |              | 1793                            |       |
| Bild gesucht BW            | Einhaus Eisenbergstraße 10                     | Raboldshausen, Eisenbergstraße 10 LageFlur: 16, Flurstück: 232/108  |              | um 1700                         |       |
| Bild gesucht BW            | Hakenhof Forsthausstraße 6                     | Raboldshausen, Forsthausstraße 6 LageFlur: 16, Flurstück: 40/3      |              | Spätes 19. Jahrhundert          |       |
| Bild gesucht BW            | Haupthaus einer Hofreite Hersfelder Straße 4   | Raboldshausen, Hersfelder Straße 4 LageFlur: 16, Flurstück: 37/4    |              | um 1730                         |       |
| Bild gesucht BW            | Unterstallhaus Hersfelder Straße 7             | Raboldshausen, Hersfelder Straße 7 LageFlur: 16, Flurstück: 53/4    |              | um 1800                         |       |
| Bild gesucht BW            | Traufenhaus Hersfelder Straße 10               | Raboldshausen, Hersfelder Straße 10 LageFlur: 16, Flurstück: 136/2  |              | Zweite Hälfte 19. Jahrhundert   |       |
| Bild gesucht BW            | Traufenhaus Hersfelder Straße 12               | Raboldshausen, Hersfelder Straße 12 LageFlur: 16, Flurstück: 134/3  |              | Zweite Hälfte 19. Jahrhundert   |       |
| Bild gesucht BW            | Wohnhaus Hersfelder Straße 14                  | Raboldshausen, Hersfelder Straße 14 LageFlur: 16, Flurstück: 133/2  |              | 1753                            |       |
| Bild gesucht BW            | Fachwerkhaus Hersfelder Straße 16              | Raboldshausen, Hersfelder Straße 16 LageFlur: 15, Flurstück: 62     |              | Zweite Hälfte 19. Jahrhundert   |       |
| Bild gesucht BW            | Scheune Hersfelder Straße 18                   | Raboldshausen, Hersfelder Straße 18 LageFlur: 15, Flurstück: 69/4   |              | um 1800                         |       |
| Bild gesucht BW            | Wohn-Wirtschaftsgebäude Hersfelder Straße 20   | Raboldshausen, Hersfelder Straße 20 LageFlur: 15, Flurstück: 69/2   |              | Spätes 18. Jahrhundert          |       |
| Bild gesucht BW            | Fachwerkhaus Hersfelder Straße 24              | Raboldshausen, Hersfelder Straße 24 LageFlur: 15, Flurstück: 73/4   |              | 1818                            |       |
| Bild gesucht BW            | Haupthaus einer Hofreite Hersfelder Straße 29  | Raboldshausen, Hersfelder Straße 29 LageFlur: 15, Flurstück: 43/3   |              | um 1800                         |       |
| Bild gesucht BW            | Wohn-Wirtschaftsgebäude Hersfelder Straße 30   | Raboldshausen, Hersfelder Straße 30 LageFlur: 15, Flurstück: 5/1    |              | 19. Jahrhundert                 |       |
| Bild gesucht BW            | Hofanlage Hersfelder Straße 31                 | Raboldshausen, Hersfelder Straße 31 LageFlur: 15, Flurstück: 55/1   |              | Zweite Hälfte 19. Jahrhundert   |       |
| Bild gesucht BW            | Wohn-Wirtschaftsgebäude Hersfelder Straße 32   | Raboldshausen, Hersfelder Straße 32 LageFlur: 15, Flurstück: 3/1    |              | Zweite Hälfte 19. Jahrhundert   |       |
| Bild gesucht BW            | Ehemalige Mühle                                | Raboldshausen, Hersfelder Straße 33 LageFlur: 15, Flurstück: 32/1   |              | 1840                            |       |
| Bild gesucht BW            | Haupthaus einer Hofanlage Hersfelder Straße 35 | Raboldshausen, Hersfelder Straße 35 LageFlur: 15, Flurstück: 40/1   |              | Spätes 19. Jahrhundert          |       |
| Bild gesucht BW            | Einhaus Hersfelder Straße 36                   | Raboldshausen, Hersfelder Straße 36 LageFlur: 15, Flurstück: 157/1  |              | 1800                            |       |
| Bild gesucht BW            | Haupthaus einer Hofanlage Hersfelder Straße 49 | Raboldshausen, Hersfelder Straße 49 LageFlur: 15, Flurstück: 21/1   |              | um 1800                         |       |
| Bild gesucht BW            | Einhaus Hersfelder Straße 51                   | Raboldshausen, Hersfelder Straße 51 LageFlur: 15, Flurstück: 19/1   |              | Mitte 18. Jahrhundert           |       |
| Streckhof Kirchplatz 1     | Streckhof Kirchplatz 1                         | Raboldshausen, Kirchplatz 1 LageFlur: 16, Flurstück: 143/5          |              | Spätes 19. Jahrhundert          |       |
| Bild gesucht BW            | Evangelische Kirche                            | Raboldshausen, Kirchplatz 7 LageFlur: 16, Flurstück: 148            |              | 1775–1791                       |       |
| Bild gesucht BW            | Wohn-Wirtschaftsgebäude Kirchplatz 9           | Raboldshausen, Kirchplatz 9 LageFlur: 16, Flurstück: 149            |              | Spätes 19. Jahrhundert          |       |
| Bild gesucht BW            | Traufenhaus Lindenberg 3                       | Raboldshausen, Lindenberg 3 LageFlur: 15, Flurstück: 87             |              | 1819                            |       |
| Bild gesucht BW            | Traufenhaus Lindenberg 7                       | Raboldshausen, Lindenberg 7 LageFlur: 15, Flurstück: 93             |              | um 1800                         |       |
| Bild gesucht BW            | Wiesenmühle                                    | Raboldshausen, Mühlenweg 15 LageFlur: 5, Flurstück: 114             |              | um 1730                         |       |
| Bild gesucht BW            | Wohnhaus Semmelbergstraße 5                    | Raboldshausen, Semmelbergstraße 5 LageFlur: 16, Flurstück: 15/3     |              | Letztes Drittel 19. Jahrhundert |       |
| Bild gesucht BW            | Ehemalige Schule                               | Raboldshausen, Zum Eichholz 6 LageFlur: 15, Flurstück: 46/1         |              | Anfang 20. Jahrhundert          |       |
| Holnsteiner Kapelle        | Holnsteiner Kapelle                            | Raboldshausen, Außerhalb der Ortslage LageFlur: 20, Flurstück: 23/4 |              |                                 |       |

### Saasen
| Bild              | Bezeichnung                           | Lage                                               | Beschreibung | Bauzeit                    | Daten |
| ----------------- | ------------------------------------- | -------------------------------------------------- | ------------ | -------------------------- | ----- |
| Bild gesucht BW   | Backhaus                              | Saasen, Ahornstraße 3 LageFlur: 5, Flurstück: 36   |              | Frühes 19. Jahrhundert     |       |
| Bild gesucht BW   | Wohn-Wirtschaftsgebäude Ahornstraße 4 | Saasen, Ahornstraße 4 LageFlur: 5, Flurstück: 37/1 |              | 1754                       |       |
| Bild gesucht BW   | Hofanlage Ahornstraße 5               | Saasen, Ahornstraße 5 LageFlur: 5, Flurstück: 13/1 |              | um 1800                    |       |
| Bild gesucht BW   | Wohnhaus Ahornstraße 7                | Saasen, Ahornstraße 7 LageFlur: 5, Flurstück: 16   |              | 1793                       |       |
| Domäne Neuenstein | Domäne Neuenstein                     | Saasen, Domäne 2 LageFlur: 5, Flurstück: 16        |              | 1867                       |       |
| Bild gesucht BW   | Einhaus Im Ried 4                     | Saasen, Im Ried 4 LageFlur: 4, Flurstück: 16       |              |                            |       |
| weitere Bilder    | Burg Neuenstein                       | Saasen, Forstweg 2 LageFlur: 7, Flurstück: 100/1   |              | Mitte des 13. Jahrhunderts |       |

### Salzberg
| Bild                | Bezeichnung                           | Lage                                                           | Beschreibung | Bauzeit                        | Daten |
| ------------------- | ------------------------------------- | -------------------------------------------------------------- | ------------ | ------------------------------ | ----- |
| Bild gesucht BW     | Hofreite Knüllstraße 2                | Salzberg, Knüllstraße 2 LageFlur: 2, Flurstück: 50/1           |              | 19. Jahrhundert                |       |
| Bild gesucht BW     | Wohn-Wirtschaftsgebäude Knüllstraße 5 | Salzberg, Knüllstraße 5 LageFlur: 3, Flurstück: 50/1           |              | um 1800                        |       |
| Bild gesucht BW     | Einhaus Knüllstraße 11                | Salzberg, Knüllstraße 11 LageFlur: 3, Flurstück: 59            |              | 1840                           |       |
| Bild gesucht BW     | Streckhof Knüllstraße 17              | Salzberg, Knüllstraße 17 LageFlur: 3, Flurstück: 67            |              | Spätes 18. Jahrhundert         |       |
| Evangelische Kirche | Evangelische Kirche                   | Salzberg, Knüllstraße 19 LageFlur: 3, Flurstück: 69            |              | 1554                           |       |
| Bild gesucht BW     | Hofanlage Knüllstraße 20              | Salzberg, Knüllstraße 20 LageFlur: 3, Flurstück: 6             |              | nach 1820                      |       |
| Bild gesucht BW     | Einhaus Knüllstraße 23                | Salzberg, Knüllstraße 23 LageFlur: 3, Flurstück: 75            |              | Spätes 18. Jahrhundert         |       |
| Bild gesucht BW     | Hakenhof Knüllstraße 24               | Salzberg, Knüllstraße 24 LageFlur: 3, Flurstück: 2/2           |              | Spätes 19. Jahrhundert         |       |
| Bild gesucht BW     | Ehemalige Mühle                       | Salzberg, Schwarzenborner Weg 3 LageFlur: 3, Flurstück: 11/1   |              | Erstes Viertel 19. Jahrhundert |       |
| Bild gesucht BW     | Ständerbau Schwarzenborner Weg 4      | Salzberg, Schwarzenborner Weg 4 LageFlur: 3, Flurstück: 141/22 |              | um 1700                        |       |
| Bild gesucht BW     | Wohnhaus Wallensteiner Weg 3          | Salzberg, Wallensteiner Weg 3 LageFlur: 3, Flurstück: 11/1     |              | Frühes 19. Jahrhundert         |       |

### Untergeis
| Bild            | Bezeichnung                                          | Lage                                                              | Beschreibung | Bauzeit                       | Daten |
| --------------- | ---------------------------------------------------- | ----------------------------------------------------------------- | ------------ | ----------------------------- | ----- |
| Bild gesucht BW | Wohnhaus Am Lindenrain 1                             | Untergeis, Am Lindenrain 1 LageFlur: 5, Flurstück: 46/2           |              | Mitte 19. Jahrhundert         |       |
| Bild gesucht BW | Evangelische Kirche                                  | Untergeis, Am Lindenrain 9 LageFlur: 5, Flurstück: 108/1 und 87/1 |              | 1806                          |       |
| Bild gesucht BW | Haupthaus und Wirtschaftstrakt Eichweg 4             | Untergeis, Eichweg 4 LageFlur: 5, Flurstück: 57 und 58            |              | um 1800                       |       |
| Bild gesucht BW | Scheune Eichweg 6                                    | Untergeis, Eichweg 6 LageFlur: 5, Flurstück: 60/1                 |              | Ende 18. Jahrhundert          |       |
| Bild gesucht BW | Ehemalige Mühle                                      | Untergeis, Eichweg 10 LageFlur: 5, Flurstück: 61/1                |              |                               |       |
| Bild gesucht BW | Wohnhaus Friedhofstraße 2                            | Untergeis, Friedhofstraße 2 LageFlur: 5, Flurstück: 44/2          |              | um 1800                       |       |
| Bild gesucht BW | Einhaus Friedhofstraße 8                             | Untergeis, Friedhofstraße 8 LageFlur: 5, Flurstück: 35/1          |              | Spätes 18. Jahrhundert        |       |
| Bild gesucht BW | Haupthaus und Tennen-Stall-Bereich Friedhofstraße 11 | Untergeis, Friedhofstraße 11 LageFlur: 3, Flurstück: 17           |              |                               |       |
| Bild gesucht BW | Einhaus Friedhofstraße 16                            | Untergeis, Friedhofstraße 16 LageFlur: 5, Flurstück: 30 und 31    |              | Mitte 18. Jahrhundert         |       |
| Bild gesucht BW | Einhaus Hauptstraße 14                               | Untergeis, Hauptstraße 14 LageFlur: 5, Flurstück: 11              |              | Spätes 18. Jahrhundert        |       |
| Bild gesucht BW | Fachwerkhaus Hauptstraße 15                          | Untergeis, Hauptstraße 15 LageFlur: 5, Flurstück: 72              |              | Mitte 18. Jahrhundert         |       |
| Bild gesucht BW | Traufenhaus Hauptstraße 16                           | Untergeis, Hauptstraße 16 LageFlur: 5, Flurstück: 10/2            |              | 1739                          |       |
| Bild gesucht BW | Ehemalige Mühle                                      | Untergeis, Hersfelder Straße 1 LageFlur: 3, Flurstück: 30/1       |              | Zweite Hälfte 19. Jahrhundert |       |
| Bild gesucht BW | Backhaus                                             | Untergeis, Im Graben 1 LageFlur: 5, Flurstück: 82/1               |              | 19. Jahrhundert               |       |